# Международный фестиваль современного искусства в Руайяне
Международный фестиваль современного искусства в Руайяне (фр. Festival international d'art contemporain de Royan) проходил ежегодно в течение недели в 1964—1977 годах во французском курортном городке Руайян. Основной специализацией фестиваля была современная академическая музыка (хотя, помимо концертной программы, в рамках фестиваля проходили также выставки фотографии, визуального и пластического искусства, спектакли и кинопоказы); неслучайно руководителями фестиваля были музыковеды Клод Самюэль (до 1972 г.) и Гарри Хальбрейх (с 1973 г.).
На концертах фестиваля в разные годы прозвучали премьерные исполнения таких важных произведений, как «Терретектор» Янниса Ксенакиса и «De natura sonoris» Кшиштофа Пендерецкого (1966), Квадривиум Бруно Мадерны (1969), Концерт для виолончели с оркестром Юн Исана (1976), Третья симфония Хенрика Гурецкого (1977), сочинения Мориса Оана, Тристана Мюрая, Филиппа Манури, Франко Донатони, Брайана Фернихоу, Винко Глобокара, Вольфганга Рима и других.
В 1966—1971 годах в рамках фестиваля проходил также международный конкурс пианистов имени Оливье Мессиана; среди победителей — известные музыканты Мишель Бероф (1966) и Хокон Эустбё (1971). В 1972 г. был проведён конкурс флейтистов.